# 국제조형예술협회
국제조형예술협회는 유네스코 협력단체로 예술가들의 자유를 증진시키고, 경제적이며 사회적인 위치를 향상시키고, 물질적이며 도덕적인 권리를 수호하고, 상호간 교류와 협력을 자극하기 위해 1954년에 설립된 국제적 규모의 비정부기관이다. 불어로는 l'Association Internationale des Arts Plastiques(AIAP)라고 하고, 영어로는 처음에는 The International Association of Plastic Arts라고 표기했으나 현재는 The International Association of Art(IAA)라고 쓴다.

## 설립 배경
1948년 제3회 유네스코 총회에서 “예술가들이 유네스코의 목적을 따라 사회에 공헌하게 할 방안"을 강구하자는 제안이 처음 나왔고, 유네스코 총장은 예술가로서 걸어가는 길에 어떤 종류의 사회적, 경제적, 정치적 장애가 있는지 찾아내서 예술가들의 작업 조건을 개선시키고 그들의 예술적 자유를 보장할 수 있게 할 조치를 찾기 시작했다. 1951년 제6차 총회 때 유네스코 총장은 시각예술분야의 예술가들을 국제적으로 대변하고 유네스코 업무와 관련해서 긴밀하게 협조할 국제예술가협회의 설립 가능성에 대해 예비 조사를 시행한다고 발표했다. 그 결과가 제7회 총회 때 발표되었고, 1952년 제1회 국제예술가회의가 개최되었다. 1952년 국제예술가회의 이후 준비위원회가 구성되었고, 1954년 18개 회원 국가들로 구성된 국제조형예술협회의 첫 집회가 열렸다. 1954년 제8회 유네스코 총회 때 국제조형예술협회 설립이 정식으로 승인되고 지원금도 결정되었다.

## 운영 방식
국제조형예술협회는 하나의 총회(General Assembly)와 지역별 코데네이터로 구성된 집행위원회(Executive Committee)가 있고, 회원국 각 나라의 미술가들을 대표하는 국가위원회(National Committee)로 구성되어 있다. 지역은 다섯으로 나뉘어 있으며, 유럽과 북미, 라틴 아메리카와 카리브해, 아시아와 태평양 연안, 아프리카, 그리고 아랍으로 분류 및 관리되고 있다. 기본적으로 국가위원회에서 지불하는 연회비로 운영되고 있다. 총회는 최소한 4년에 한 번씩은 협회장의 소집으로 열리며, 집행위원회는 매년 한 번씩 혹은 총회 사이에 최소한 2번은 모여 회의를 진행한다. 총회의 공식 언어는 영어와 불어로 정해져 있다.
유럽 국가들을 제외한 타국가들이 연회비를 내지 않고 있어 재정에 어려움을 겪어 왔으며 협회가 발간하는 IAA 카드도 도용되고 있어 관리에 문제가 많았다. 2011년 제17차 국제조형예술협회 총회를 기점으로 모든 것이 재정비에 들어갔다. 우선 국가위원회를 통해서만 각국의 예술가들을 대변하는 폐단을 고민한 끝에 "미학적, 정치적 혹은 그 어떤 편견도 없이 모든 나라, 국가 혹은 국민의 예술가들"을 위해 일할 것을 결정했고, 공식 웹페이지도 정비되기 시작했다. 뉴스레터는 2012년부터 유럽지역 뉴스레터와 전체 뉴스레터 두 가지로 발간되기 시작했고, 유네스코와의 협력관계를 다지며 적극적으로 연계시키기 위해 노력했고, 아카이브도 처음으로 정리되기 시작했다.

## 주요 업무
설립 이후 지금까지 국제조형예술협회는 조형예술가들의 자격에 대한 조사 및 연구를 진행하고, 조형예술가와 건축가 간의 협업을 도모하며, 주형 작품과 판화 작품의 복제 가능 수에 대한 법적 제한을 만들기 위해 노력했으며, 국제 미술 경연대회를 위한 규칙 제정에 힘써 왔다. 또한 각 나라에서 서양과 동양의 미술, 직업으로서의 미술, 미술가의 직업 훈련, 미술가와 환경, 건설적 사회 참여로서의 미술, 예술과 대중을 주제로 하는 다양한 회의와 포럼을 열어왔다.

### 세계 미술의 날
2011년 제17차 총회 때 당시 터키 국가위원회장이었던 베드리 베이캄(Bedri Baykam)이 중국, 사이프러스, 프랑스, 일본, 마우리티우스, 멕시코, 노르웨이, 슬로바키아, 남아프리카공화국, 스웨덴의 동의를 받아 매년 각 회원국에서 세계 미술의 날 행사를 진행할 것을 제안했고, 만장일치로 통과되었다. 예술가의 모범이자 표상인 레오나르도 다빈치를 기리며 그의 생일인 4월 15일을 세계 미술의 날로 정했고, 2012년부터 공식 제정되었다.
현재는 각 국가위원회에서 세계미술의날(World Art Day) 행사를 자체적으로 개최하게 격려하고 있다. 구체적인 행사 계획은 각국 위원회의 재량에 맡기고 있지만 협회에서는 상금이 없는 명예상(올해의 예술가, 올해의 신인작가, 아마추어 후보들 중에서 선정한 올해의 직업예술가, 올해의 미술언론인, 올해의 미술협회/미술재단/문화센터/미술관)을 수여하거나, 기회가 많지 않은 사람들을 위한 전시회(만 35세 이하 청년작가전, 미술대학 학도와 교사들을 위한 전시, 미술고등학교 학생들과 교사들을 위한 전시, 아동전, 미술운동 차원에서 개념적으로 기획된 다양한 전시 등)을 개최하거나, 거리에서 미술관련 도서를 판매하거나, 각종 거리 행사나 미술관련 학교나 기관들에서 특강과 세미나를 개최할 것 등을 제안하고 있다.

### IAA카드
협력 미술관에 무료 혹은 특별 혜택 입장 가능한 협회원 카드를 발급한다.

### 뉴스레터
2017년부터 연간 2회 뉴스레터가 발행되고 있다. 유럽 지역 뉴스레터는 따로 있으며 2012년부터 발간되기 시작했다.
2016년부터는 각국 위원회로부터 받은 소식들을 뉴스아카이브로 정리해 웹페이지에 올리고 있다.

### 유네스코 협력
유네스코 총회에서 작성된 선언문이나 제안서들에 적극적으로 반응해왔고, 유네스코 포럼이나 회의에 참석할 뿐 아니라 유네스코 협력기관인 다른 NGO들과도 교류 및 협력을 증진시키기 위해 애쓰고 있다.

- 1995년 유네스코의 "예술가들의 사회적 조건에 대한 제안서(Recommendation on the Social Condition of the Artist)"에 발 맞춰 자체 통계 조사를 실시했고, 1997년 유네스코의 "예술가들의 조건에 대한 선언문( Declaration on the Condition of the Artist)"을 확인했다.[12]

2012년부터 제정된 유네스코국제미술교육주간을 위해 협력하고 있다.
2013년부터 유네스코에 IAA 활동에 대한 평가보고서를 제출하고 있다.

## 관심 사항
- 2012년부터 예술가들의 작품 재판매권과 관련해 적극적으로 입장을 표명하려고 노력하고 있다.[12]
- 2015년부터 예술가들의 새로운 직업적 활로로 미술치료에 관심을 보이기 시작했다.[13]
- 2016년부터 유럽 예술가들의 사회안전보장과 이동권을 보장하려고 노력하고 있다.[14]

## 한국위원회
한국은 1962년 8월 회원국으로 가입했으나 활동이 유명무실했다가 2014년 IAA 국가위원회로 재가입했다.